# El Juicio
El Juicio is het zevende studioalbum van de Puerto Ricaans/Amerikaanse trombonist Willie Colón en tevens het vierde met naamsvermelding van zanger Héctor Lavoe. Het werd in 1972 op Fania uitgebracht en haalde de gouden status.

## Achtergrond
El Juicio betekent het oordeel of de rechtszaak, afgaande op het getekende hoesontwerp; Colón (22) is de gedaagde maar trekt achterop aan het langste eind door de rechter (Lavoe) en de aanklagers te gijzelen. Vanwege zijn geuzennaam en debuutalbum El Malo zou Colón tot midden jaren 70 op zijn platenhoezen als crimineel poseren.

## Covers
De Puerto Ricaans/Argentijnse latin-reggaezangeres Mimi Maura nam Sonando Despierto op voor haar album Raices de Pasión uit 2001.
Drumer/percussionist Lucas van Merwijk coverde Aguanile (geïnspireerd door de Afro-Cubaanse Santeria-godsdienst) met zijn Soul of (New York's) Spanish Harlem-project. Een studioversie verscheen op het titelloze album uit 2017.

## Tracklijst
Alle muziek en teksten zijn geschreven door Willie Colón, tenzij anders aangegeven. 
| Nr. | Titel                      | Duur |
| --- | -------------------------- | ---- |
| 1.  | Ah-Ah/O-No                 | 3:47 |
| 2.  | Pirana                     | 5:16 |
| 3.  | Seguire Sin Ti             | 2:55 |
| 4.  | Timbalero                  | 8:18 |
| 5.  | Aguanile                   | 6:13 |
| 6.  | Sonando Despierto          | 4:01 |
| 7.  | Si La Ves                  | 3:11 |
| 8.  | Pan Y Agua (Bread & Water) | 5:15 |